# Корчинська сільська рада (Росія)
Ко́рчинська сільська рада (рос. Корчинский сельский совет) — сільське поселення у складі Мамонтовського району Алтайського краю Росії.
Адміністративний центр — село Корчино.

## Історія
2009 року ліквідовано селище Потеряєвський. 2013 року ліквідована Єрмачихинська сільська рада (село Єрмачиха), територія увійшла до складу Корчинської сільської ради.

## Населення
Населення — 1306 осіб (2019; 1582 в 2010, 1934 у 2002).

## Склад
До складу сільської ради входять:
| Населений пункт         | Населення, осіб (2002) | Населення, осіб (2010) |
| ----------------------- | ---------------------- | ---------------------- |
| Єрмачиха, село          | 572                    | 429                    |
| Корчино, село           | 1281                   | 1109                   |
| Підстепновський, селище | 27                     | 11                     |
| Потеряєвка, селище      | 51                     | 33                     |
| Потеряєвський, селище   | 3                      | -                      |